# Terremotos de Arnedo y Préjano de 1817

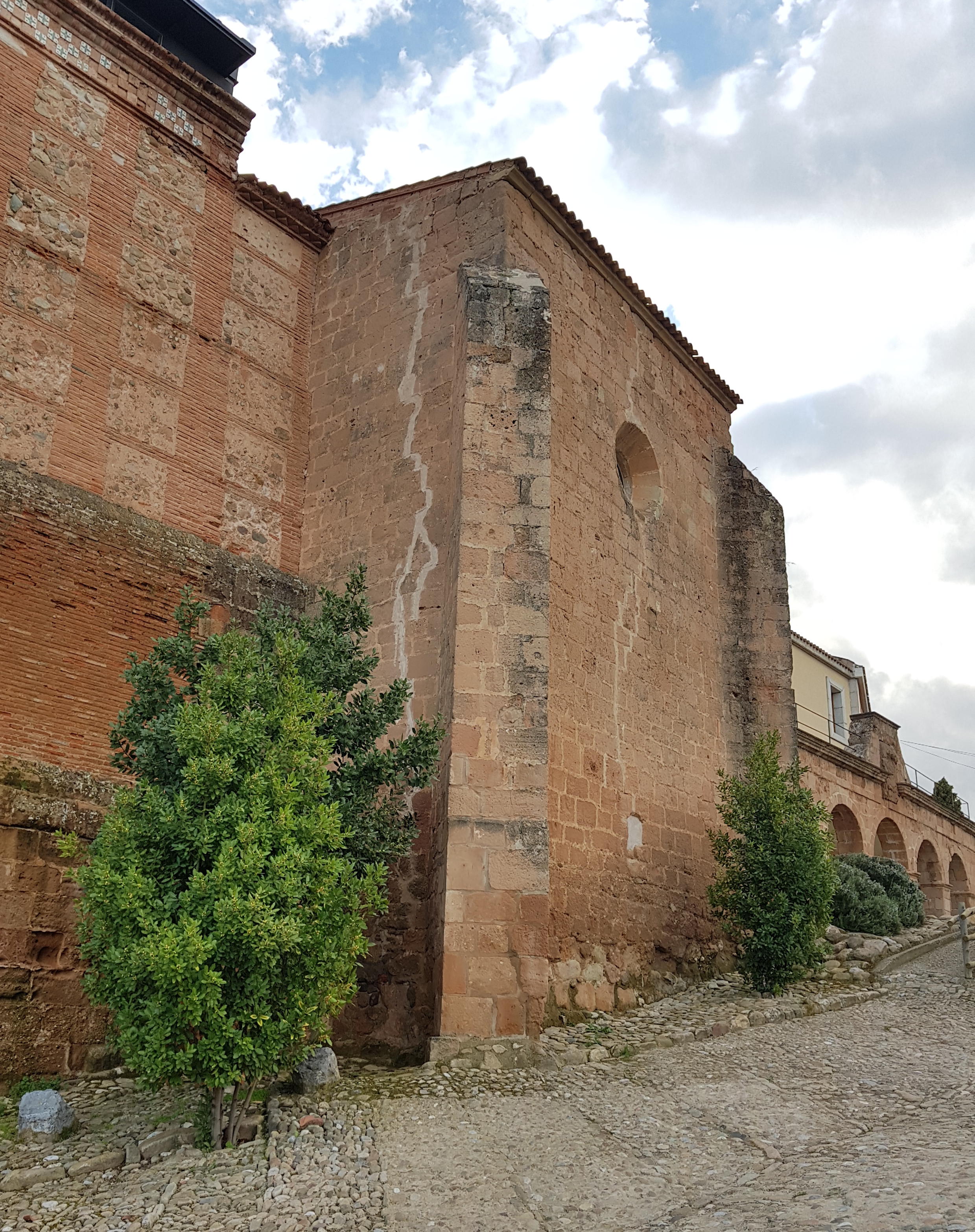
Pese a haber sido selladas, todavía se pueden apreciar las grietas producidas en el terremoto de 1817 en la fachada del Monasterio de Vico

Los terremotos de Arnedo y Préjano de 1817 fueron un movimiento de tierras ocurrido el 18 de marzo de 1817 con epicentro en la comarca de Arnedo (España), así como las 16 réplicas registradas en los siguientes meses.
El movimiento del 18 de marzo pudo sentirse en la mayoría del norte de la península ibérica, desde los Pirineos, desde el sur de Francia hasta Santander, Cataluña (Tarragona), Aragón, Madrid y Castilla (Palencia, Toledo y Cuenca). Se estima que tuvo una intensidad de VIII en la escala sismológica de Mercalli, siendo el mayor terremoto registrado en la región en los últimos siglos. Las principales localidades afectadas fueron Préjano, Arnedo y Arnedillo, causando la ruina de varios edificios así como la muerte de al menos 1 persona.

## Acontecimientos
El terremoto tuvo lugar el martes 18 de marzo de 1817, víspera de San José. Debido a que en 1817 los relojes de distintos pueblos no estaban sincronizados, la hora de los acontecimientos varía de lugar en lugar. Los reportes de noticias indican que éste tuvo lugar entre las 10:30 y las 10:45 de la mañana, cuando ruidos "horribles", acompañados de movimientos de edificios produjeron agrietamientos, caídas de chimeneas, desprendimientos de piedras, derrumbe de paredes y en algunos casos, ruinas totales. Se relata que vecinos de varias localidades de la Rioja abandonaron sus casas para dirigirse al campo. A las 11 del mismo día se pudo sentir otro temblor.
El Diccionario geográfico-histórico de España, en su Sección II (publicado en 1846) indica en su entrada para Arnedillo: "En el dia 18 de marzo del año de 1817, poco antes de mediodía, sufrió este pueblo un terrible terremoto: se desgajaron del monte fuertes peñacos; se sintió hasta Valladolid."
Al menos 16 réplicas fueron registradas en los 3 meses posteriores al primer terremoto.

## Efectos
En Arnedo, se derrumbaron varias casas, y el Monasterio de Vico quedó seriamente dañado, por lo que hubo que realojar a sus monjes. Sus grietas aún pueden observarse hoy en día. La Iglesia de Santa Eulalia quedó arruinada y la torre de la iglesia de Santo Tomás quedó desnivelada.
En Préjano, la mayoría de sus casas quedaron inhabitables (sólo 16 de 200 pudieron seguir siendo usadas). La Ermita del Cristo de la Canal quedó en casi ruina total. El Diccionario Geográfico-Histórico de España de 1846 indica que «[Préjano] sufrió mucho en los terremotos del año de 1818[sic], las dos parroquias quedaron muy maltratadas en sus pavimentos, y la torre de San Miguel quedó arruinada.»
En Arnedillo, varias casas resultaron destruidas, cayeron rocas desde las peñas cercanas y en su balneario quedó destruido y sus aguas termales dejaron de brotar (hasta el mes de junio, cuando estas volvieron a emanar). Aparecieron multitud de grietas en el terreno, y sus habitantes huyeron despavoridos a las afueras del pueblo.
En Calahorra, las grietas y desprendimientos de piedra obligaron al cierre de la Catedral. El puente sobre el Cidacos y el convento de las Carmelitas también sufrieron daños importantes.
En Ausejo, el desprendimiento de piedras de la iglesia causó la muerte de una mujer. El Diccionario.. decía: «Tenía un castillo en la cumbre del cerro, que se ha concluido de demoler en nuestros días [hacia 1846], para componer la quiebra que hizo la iglesia en el terremoto de Arnedillo del año de 1817.»
En Logroño, se crearon grietas en varios edificios. Particularmente afectadas fueron las iglesias: la bóveda de la Iglesia de Santiago desprendió muchas piedras y yesones; y la Redonda, arruinando una de sus capillas.
En muchos otros lugares fuera de La Rioja pudieron sentirse los temblores, aunque con mucha menor intensidad.

## Intensidad
Basándose en los archivos locales, Carlos Martín Escorza del Museo Nacional de Ciencias Naturales (CSIC) estima la intensidad de los diversos lugares de la siguiente manera:
| Localidad                   | Intensidad |
| --------------------------- | ---------- |
| Arnedo                      | VIII       |
| Préjano                     | VIII       |
| Arnedillo                   | VII        |
| Calahorra                   | V          |
| Ausejo                      | V          |
| Logroño                     | V          |
| Albarracín                  | IV         |
| Arguedas                    | III        |
| Marquina                    | III        |
| Torrecilla en Cameros       | III        |
| Orduña                      | III        |
| Santo Domingo de la Calzada | III        |
| Pamplona                    | III        |
| Pau                         | II         |
| Ogenne-Camptort             | II         |
| Viellesegure                | II         |
| Oloron-Sainte-Marie         | II         |
| Bayona                      | II         |
| Santander                   | II         |
| Palencia                    | II         |
| Madrid                      | II         |
| Zaragoza                    | II         |
| Cuenca                      | I          |
| Barcelona                   | I          |
| Lérida                      | I          |